# Timo Antila

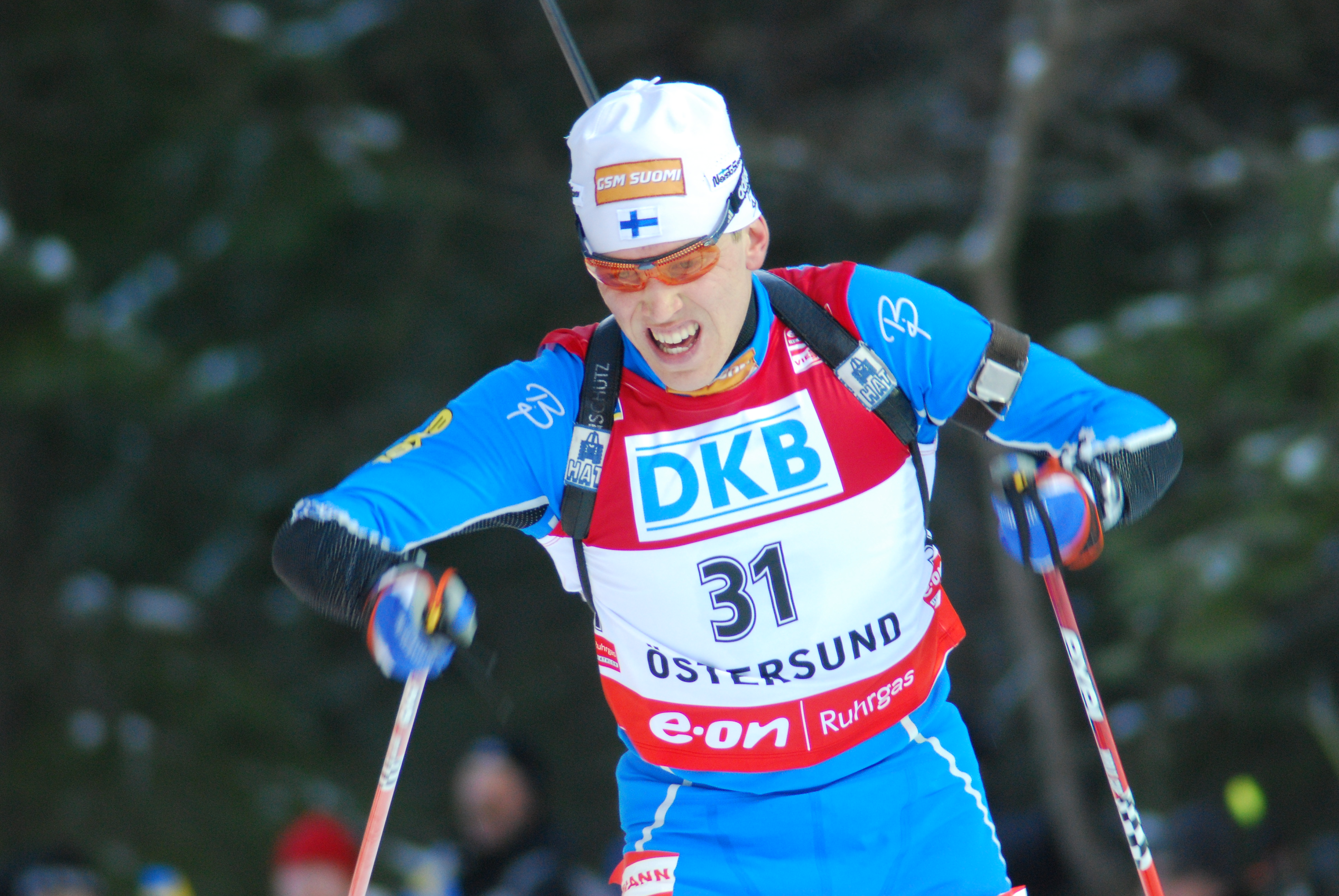
Timo Antila während der Biathlon-WM 2008 in Östersund.

Timo Antila (* 22. September 1980 in Jurva) ist ein ehemaliger finnischer Biathlet.
Timo Antila startete 1998 erstmals bei den Juniorenweltmeisterschaften in Jericho, ein Jahr später in Pokljuka und 2000 in Hochfilzen. Beste Platzierungen erreichte er 2000 als Siebter im Sprint und als Vierter mit der Staffel. Sein Debüt im Biathlon-Weltcup feierte er ebenfalls 2000 bei der vorletzten Weltcupstation in Lahti. In seinem ersten Rennen, einem Einzel, wurde er 35. Auch in der nächsten Saison startete Antila regelmäßig im Weltcup. Saisonhöhepunkt war die erstmalige Teilnahme an Biathlon-Weltmeisterschaften, an denen er von nun an immer teilnehmen sollte. In Pokljuka trat er im Einzel (36.) und in der Verfolgung (43.) an. Mit der Staffel um die drei besten finnischen Biathleten der letzten zehn Jahre, Paavo Puurunen, Vesa Hietalahti und Ville Räikkönen, wurde er sogar Fünfter. Kurz darauf gewann er als 27. im Einzel in Salt Lake City erstmals Weltcuppunkte. Die Saison 2001/02 brachte wieder die größten Erfolge in Pokljuka. Im Einzel erreichte er mit einem 17. Platz sein zweitbestes Weltcupergebnis bislang, in der Verfolgung kam er als 26. nochmals in die Punkte und mit der Staffel wurde er Vierter. Karrierehöhepunkt wurden die Olympischen Winterspiele von Salt Lake City. Bestes Ergebnis war ein 19. Platz im Sprint.
Beste Weltcupsaison Antilas wurde die Saison 2003/04. Dreimal kam er unter die Top 20. In Ruhpolding erreichte er als Sprint-14. sein bislang bestes Weltcupergebnis. Im Gesamtweltcup erreichte er einen 50. Platz. Abschluss der Saison war die Teilnahme an den Militärweltmeisterschaften in Östersund. Sowohl im Sprint als auch im Patrouillenlauf wurde er Zehnter. Im Sommer 2005 startete Antila auch bei den Weltmeisterschaften im Sommerbiathlon in Muonio und wurde Achter in der Verfolgung und Fünfter mit der Staffel. Zwischen 2001/02 und 2007/08 war Antila achtmal in Folge in der Gesamtwertung des Weltcups platziert. Sein bestes Ergebnis bei einer Weltmeisterschaft erreichte der Finne 2008 in Östersund als 31. im Sprint. Timo Antila nahm an den Olympischen Winterspielen 2010 teil. Sein bestes Resultat war der 40. Platz im Sprint.
Antila ist Sohn des finnischen Biathleten Erkki Antila und mit der Skilangläuferin Kirsi Välimaa verheiratet.

## Biathlon-Weltcup-Platzierungen
Die Tabelle zeigt alle Platzierungen (je nach Austragungsjahr einschließlich Olympische Spiele und Weltmeisterschaften).
- 1.–3. Platz: Anzahl der Podiumsplatzierungen
- Top 10: Anzahl der Platzierungen unter den ersten zehn (einschließlich Podium)
- Punkteränge: Anzahl der Platzierungen innerhalb der Punkteränge (einschließlich Podium und Top 10)
- Starts: Anzahl gelaufener Rennen in der jeweiligen Disziplin
- Staffel: inklusive Mixed- und Single-Mixed-Staffeln

| Platzierung                      | Einzel | Sprint | Verfolgung | Massenstart | Staffel | Gesamt |
| -------------------------------- | ------ | ------ | ---------- | ----------- | ------- | ------ |
| 1. Platz                         |        |        |            |             |         |        |
| 2. Platz                         |        |        |            |             |         |        |
| 3. Platz                         |        |        |            |             |         |        |
| Top 10                           |        |        |            |             | 14      | 14     |
| Punkteränge                      | 6      | 17     | 5          |             | 40      | 68     |
| Starts                           | 32     | 79     | 39         |             | 41      | 191    |
| Stand: nach der Saison 2009/2010 |        |        |            |             |         |        |